# Verdens Herkules
Verdens Herkules è un cortometraggio muto del 1908 diretto da Viggo Larsen.

## Produzione
Il film fu prodotto dalla Nordisk Film.

## Distribuzione
Distribuito dalla Nordisk Film, uscì nelle sale cinematografiche danesi il 3 ottobre 1908.